# ASDアルチョーネ
ASDアルチョーネ（イタリア語: Associazione Sportiva Dilettantistica Alcione）は、イタリアのミラノをホームタウンとするサッカークラブ。2024-25シーズンはセリエCに所属している。

## 歴史
ASDアルチョーネは1952年1月に創設された。
長らくアマチュアでプレーしたが、2020-21シーズンの結果初めてセリエDに昇格した。2022-23シーズンではリーグ戦で2位になりその後の昇格プレーオフでも勝利、セリエCで空席が生じれば昇格の可能性があったが、ホームスタジアムが基準に満たないとして昇格は承認されなかった。
2023-24シーズンのセリエDで優勝しセリエC昇格を決めた。セリエCでは代替のスタジアムで開催している。

## 歴代所属選手
- ジュゼッペ・ドッセナ[1]
- アレッサンドロ・ピストーネ[1]